# Okręg wyborczy Makin
Okręg wyborczy Makin (ang. Division of Makin) – jednomandatowy okręg wyborczy do Izby Reprezentantów Australii, położony w północnej części Adelaide. Powstał przed wyborami w 1984 roku, jego patronem jest polityk i dyplomata Norman Maikin. 

## Lista posłów
| okres urzędowania | poseł        | przynależność              |
| ----------------- | ------------ | -------------------------- |
| 1984-1996         | Peter Duncan | Australijska Partia Pracy  |
| 1996-2007         | Trish Draper | Liberalna Partia Australii |
| od 2007           | Tony Zappia  | Australijska Partia Pracy  |

źródło: 